# Уно (гра)
У́но (з ісп. та італ. Uno — «один») — американська карткова гра. Гру запатентовано 1971 року Мерлом Роббінсом, права на цю торгову марку належать компанії Mattel.

## Види карт

Повна колода карт для гри Уно

Всього в грі 108 карт (112 з пустими картами, яких більше не випускають):
- 19 синіх карт — від 0 до 9
- 19 зелених карт — від 0 до 9
- 19 червоних карт — від 0 до 9
- 19 жовтих карт — від 0 до 9
- 8 карт «Взяти дві» — по дві карти синього, зеленого, червоного та жовтого кольорів
- 8 карт «Пропусти хід» — по дві карти синього, зеленого, червоного та жовтого кольорів
- 8 карт «Змінити напрямок» — по дві карти синього, зеленого, червоного та жовтого кольорів

Шалені карти (на чорному фоні):
- 4 карти «Замовити колір»
- 4 карти «Взяти 4»

Такі карти як «Пропусти хід», «Змінити напрямок», «Взяти дві» та Шалені карти називають картами дій.

## Офіційні правила гри
Мета гри — першим набрати 500 балів (зазвичай за декілька раундів). Гравець, який скинув всі карти, досягає цього за рахунок карт, які залишилися на руках в інших гравців.
Щоб почати гру, потрібно роздати по 7 карт кожному гравцю; верхня карта на колоді перевертається і відкладається, таким чином, вона стає основою колоди скидання. Гравець, який знаходиться зліва від роздаваючого, ходить першим, якщо перша карта не є картою дій чи «Замовити колір».
Наступний гравець може зробити:
- зіграти картою того ж самого кольору, що і скинута, числа або знаку
- зіграти картою «Замовити колір» чи «Взяти 4»
- взяти верхню карту з банку

Гра продовжується за годинниковою стрілкою.
Карти дій та «Замовити колір» мають наступні ефекти:
| Карта                  | Ефект під час гри | Ефект першої карти                                                    |
| ---------------------- | --- | --------------------------------------------------------------------- |
| Пропустити хід         | Наступний гравець пропускає хід | Гравець зліва від роздаваючого пропускає хід                          |
| Взяти дві              | Наступний гравець бере дві карти і пропускає хід | Гравець зліва від роздаваючого бере дві карти і пропускає хід         |
| Змінити напрямок гри   | Змінюється напрямок гри (із «за годинниковою стрілкою» на «проти» або навпаки) | Роздаваючий грає першим; гра продовжується проти годинникової стрілки |
| Замовити колір         | Гравець замовляє колір (може бути використана, навіть коли гравець має карту граючого кольору) | Гравець зліва від роздаваючого оголошує колір, гра продовжується      |
| Замовити колір взяти 4 | Гравець замовляє колір, наступний гравець бере 4 карти і пропускає хід. Може бути законно використана, тільки коли гравець не має карт потрібного кольору. Карти «Замовити колір» та карти з тим самим номером або знаком іншого кольору не враховуються | Повернути карту в прикуп, перемішати і витягнути іншу карту           |

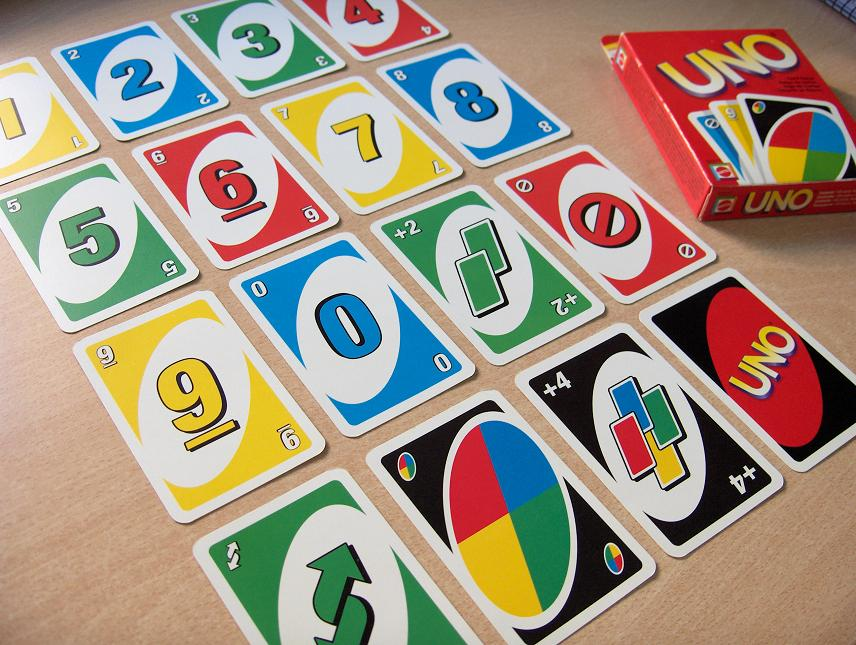
Гральні карти «Уно»

- Гравець може взяти карту, навіть якщо він має чим зіграти.
- Якщо гравець взяв карту і вона граюча, то він може одразу зіграти нею.
- Якщо гравець взяв карту і захотів залишити її, тоді хід переходить до наступного гравця.
- Гравець може зіграти картою «Замовити колір» в будь-який час (навіть коли він має граючу карту).
- Гравець може зіграти картою «Замовити колір взяти 4», тільки коли він не має граючої карти[1]
- Якщо під час гри прикуп закінчився, то всі скинуті карти окрім верхньої перетасовуються і гра продовжується.
- Незаконно обмінюватися картами з іншим гравцем.
- Коли залишається два гравці, карта «Змінити напрямок гри» працює, як «Пропустити хід»
- Гравець, який грає передостанньою картою, має вигукнути «уно» як попередження для інших.[2]

Перший гравець, який скинув останню карту, виграє партію та підраховує бали згідно карт, які залишилися на руках в інших гравців.
Якщо останньою картою вигравшого є карта «Замовити колір взяти 2» або «Замовити колір взяти 4», то наступний гравець має добрати відповідне число карт до підрахунку.
Гравець, який першим набере 500 балів, стає переможцем.

## Домашні правила
Гра UNO з втручанням
Ті ж правила, що і в звичайній грі УНО, з наступними додатками. Гравець може піти позачергово, якщо у нього є точно така ж карта, яка лежить верхньої в колоді «Скидання». Точно така ж карта — це значить одночасне дотримання двох умов:
- Той же колір.
- Та ж цифра / та ж картинка / чорна карта «Замов колір»

Далі хід триває в поточному напрямку, починаючи від гравця, що перехопив хід.
Увага! Ці умови не поширюються на карту «Замов колір і візьми чотири» — вона викладається лише в свій хід.
Примітка. Перехоплення ходу не працює на початку гри, коли на центр викладена перша карта колоди «Скидання». На початку гри право ходу має тільки гравець, після роздає.

Гра УНО. Викладання двох однакових карт.
Якщо у гравця є дві однакові карти (див. Вище дві обов'язкові умови), гравець в свій хід може викласти першу з однакових карт і відразу ж сам виконати Втручання точно такий же картою. Тобто, дві однакові карти не можна викладати відразу одним рухом руки, тільки по черзі: одну карту, потім іншу карту. Відповідно, у наступного гравця буде можливість покласти карту в свій хід, не давши гравцеві виконати «Втручання».

Гра UNO «сім-нуль».
Ті ж правила, що і в звичайній грі УНО, з наступними додатками:
- Кожен раз, коли випадає «нуль», всі учасники передають свої карти сусіднім гравцям у напрямку гри.
- Кожен раз, коли випадає «сім», гравець, який поклав «сім», обмінюється картами з одним з гравців на свій вибір.

Гра UNO з накопиченням.
Ті ж правила, що і в звичайній грі УНО, з наступними додатками:
- Коли гравець кладе карту «Візьми дві», наступний гравець теж може покласти карту «Візьми дві», і тоді третій за рахунком гравець повинен взяти чотири карти.
- Ті ж правила застосовуються до карт «Замов колір і візьми чотири»: коли один гравець кладе карту «Замов колір і візьми чотири», наступний гравець теж може покласти карту «Замов колір і візьми чотири», і тоді третій за рахунком гравець повинен взяти вісім карт. Останній з гравців, який поклав чергову карту «Замов колір і візьми чотири», замовляє колір. якщо гравець поклав карту «Замов колір і візьми чотири» не за правилами і його «зловили», застосовуються звичайні правила, але сума штрафу зростає в залежності від числа використаних карт.
- Гравці можуть класти карти «Візьми дві» або "Замов колір і візьми чотири "до тих пір, поки вони у них не закінчаться. Наприклад, якщо 4 гравці поспіль поклали карти «Візьми дві», наступний гравець (у якого немає карти «Візьми дві») повинен взяти вісім карт.
- Гравець може покласти за один хід тільки одну карту «Візьми дві» або «Замов колір і візьми чотири», навіть якщо у нього на руках кілька таких карт.

Гра UNO Silent Two's.
Кожен раз коли хтось викладає двійку, всі повинні зберігати мовчання до тих пір, поки хід знову не повернеться до того ж людині, який виклав цю двійку. той хто порушив мовчання — бере дві карти в руку, відразу після цього мовчання вважається перерваним.
Це правило трохи удосконалили, так як не всі можуть чітко стежити, коли викладається «двійка», а потім і зовсім буває, що все забувають — хто її 7 власне поклав і коли можна почати говорити. Тому, роль двійки у нас грають чорні карти. Кожен раз, коли гравець викладає чорну карту (просту або +4) і замовляє колір, всі повинні зберігати мовчання до тих пір, поки цей замовлений колір хто-небудь не змінить, або поки хто-небудь не порушить мовчання і не візьме дві штрафні карти. Кашель, сміх, крики «УНО!» і оспорювання карти «+4» не рахуються порушенням тиші.

Гра UNO «обмін карти».
Гравець, який поклав «п'ятірку», може (за своїм бажанням) помінятися однією картою з будь-яким гравцем. Причому кожен з мінливих вибирає яку карту віддати.

Гра UNO: «ледачий» підрахунок очок.
Переможця і програв обчислюють при кожному турі гри. переможцем вважається той, хто першим скинув свої карти — і він починає хід в наступному турі. Тим, хто програв вважається той, у кого на руках залишилися карти на максимальне кількість очок — він здає карти для наступного туру. Плюси такого підрахунку: чи не потрібна ручка-папірець, щоб підраховувати суму для кожного гравця по кожному туру; окуляри за знайденими на руках карт вважають тільки ті, у кого їх явно багато; перерватися можна після кожного туру, не чекаючи коли сума очок у кого-то досягне певної позначки.

Гра UNO в центр!
Той, хто кладе передостанню карту і кричить «УНО!», Не прибирає руку з покладеної карти. Інші гравці повинні встигнути покласти свої руки поверх руки крікнувшій «УНО!». Останній бере 2 карти.

Гра UNO «Кольори по колу»
При викладанні чорних карт («Замов колір» і «Замов колір і візьми чотири») зміна кольору відбувається автоматично на той колір, який намальований на цих картах наступним по колу після поточного. Наприклад, гра йде за годинниковою стрілкою, поточний колір червоний. Після викладання чорної карти, поточним кольором 8 стає синій. Або, наприклад, гра йде проти годинникової стрілки, поточний колір жовтий. Після викладання чорної карти, теукщім кольором стає зелений.

Гра UNO «+10»
Гра UNO «+10» Запасним картками-пустушок (яких в колоді 4 штуки) можна привласнити значення «Візьми 10 карт», відповідно, наступний гравець повинен взяти 10 карт. підстава в цьому випадку в тому, що людина бере 10 карт, а в них з високою часткою ймовірності виявляється «+2», «+4» або така ж «+10». Ця людина змушує вже іншого взяти багато карт, і так по колу. Закінчити гру в таких умовах майже нереально.

Гра UNO «Реверс»
Карта «Навпаки» потрібного кольору повертає назад дію активних карт і навіть чорної карти «Замов колір і візьми чотири»! Наприклад, гравець 1 поклав карту «Візьми дві», гравець 2 картою «Навпаки» повертає дію карти «Візьми дві» на 1 гравця і вже той повинен взяти 2 карти (або «врятуватися» якимось способом).

Гра UNO до останнього.
Після того, як 1 гравець скине всі карти, гра не закінчується, а продовжується до останнього гравця. Відповідно, виграє 1-й гравець, а програє останній гравець. І коли в кінці гри залишаються два гравці, можна застосовувати красиві комбінації (наприклад, за допомогою карт «Пропусти хід», «Візьми дві» ходити двічі, тричі, …)

Гра UNO в 7 раундів.
Після того як який-небудь гравець позбувся своїх початкових 7 карт, гра призупиняється, він бере в руку з колоди 6 нових карт і продовжує гру. В наступного разу, коли у нього закінчаться карти, він набирає в руку 5 карт … І так доки він не візметься за все одну карту і не позбудеться від неї.

## Покарання
- Якщо гравець під час скидання передостаньої карти не вигукнув «УНО» і був спійманий перед тим, як наступний гравець почав грати (витягнув карту, добрав карту чи доторкнувся скинутої колоди, залежить від інтерпретації), тоді він має взяти 2[3] карти. «УНО» має бути вигукнуто після того, як ляже карта. Якщо гравець не був вчасно спійманий чи згадав перед тим як був спійманий, тоді штраф відміняється. Якщо гравець вигукнув «УНО» неправильно, то він має взяти додатково 4 карти.
- Коли грають картою «Замовити колір та взяти 4», то наступний гравець має право кинути виклик, якщо він впевнений, що все-таки гравець має карту поточного кольору. Гравець, який грає цією картою, приватно показує свої карти наступному гравцю. Якщо виклик успішний, то гравець, який грав картою «Замовити колір та взяти 4», має добрати 4 карти, тоді наступний гравець продовжує; в іншому випадку наступний гравець бере 6 карт та пропускає хід. Незалежно від результату карта «Замовити колір та взяти 4» залишається та замовлений колір грає.

## Підрахунок балів
| Карта                    | Кількість балів |
| ------------------------ | --------------- |
| з номером 0-9            | за номіналом    |
| «Візьми дві»             | 20              |
| «Зміна напрямку»         | 20              |
| «Пропустити хід»         | 20              |
| «Замовити колір»         | 50              |
| «Замовити колір взяти 4» | 50              |

## Альтернативний спосіб визначення переможця
Гра триває поки картки не залишаться на руках лише в одного гравця. Після кожного раунду той, у кого залишилися карти, підраховує свої бали згідно з картами. Як тільки хтось набирає 500 балів (як правило, за декілька раундів) — гру закінчено.
Переможцем стає гравець з найменшою кількістю балів.